# Florence Pelly
Florence Pelly est une actrice française.

## Biographie
Au théâtre, elle travaille avec Jean-Louis Martin-Barbaz, Alain Marcel, Bernard Murat, Jérôme Savary… Elle fait également partie de la Ligue d’improvisation française de 1986 à 1993. Au cinéma et à la télévision , elle tourne avec Philippe de Broca, Denis Amar, Jean Chapot, Serge Moati…
C’est en 1991 qu’elle s’essaye plus particulièrement à la chanson, en créant le groupe Les Bouchons. Elle explore alors le répertoire de Mireille à Jean Nohain au théâtre de la Potinière et au Théâtre national de Chaillot ainsi qu'en tournée pendant deux ans.
Elle joue et chante par la suite dans Souingue !, Et Vian ! en avant la zique ! et C’est pas la vie ?, trois spectacles mis en scène par son frère, Laurent Pelly. En février 2001, elle crée son spectacle seule en scène intitulé J’en ai marre de l'amour !
En 2005, elle joue dans Secret Défense de Christian Giudicelli et Jean-Paul Farré, mise en scène de Jean-Marie Lecoq et Anne-Marie Gros. En 2006, elle est dans Signé Vénus de Kurt Weill, mise en scène de Jean Lacornerie. L'année suivante, elle retrouve la troupe  de Souingue ! pour une nouvelle création : Souingue-souingue !. Puis elle retrouve Jean Lacornerie  pour Lady in the Dark de Kurt Weill.
Suit un nouveau cabaret au Théâtre national de Toulouse en 2008, Menteuse !, et une comédie musicale Non, je ne danse pas !, mise en scène par Jean-Luc Revol à La Pépinière-Théâtre en 2010.
En 2013, elle fait partie de la troupe d'Anna, spectacle musical d'Emmanuel Daumas d'après le téléfilm de Pierre Koralnik et les musiques de Serge Gainsbourg, aux côtés de Cécile de France.

## Théâtre
- 1984 : L'Opéra de quat'sous de Bertolt Brecht et Kurt Weill, mise en scène Jean-Louis Martin-Barbaz, Bordeaux, Centre dramatique national du Nord-Pas de Calais
- 1988 : Lola Montès, mise en scène Jean-Louis Martin-Barbaz, CDN du Nord-Pas de Calais
- 1990 : L'Élixir d'amour de Gaetano Donizetti, mise en scène Alain Marcel, Opéra de Nantes puis Capitole de Toulouse
- 1990-1991 : La Dame de chez Maxim de Georges Feydeau, mise en scène Bernard Murat, théâtre Marigny
- 1992 : Quel amour d'enfant, mise en scène Laurent Pelly
- 1993-94 : Les Bouchons chantent Mireille et Jean Nohain, théâtre de la Potinière, Théâtre national de Chaillot et Olympia
- 1995 : La Famille Fenouillard, mise en scène Laurent Pelly, théâtre Gérard-Philipe (Saint-Denis) et tournée
- 1996-98 : Souingue !, mise en scène Laurent Pelly  L'Européen  et tournée
- 1998 : Et Vian ! en avant la zique !, mise en scène Laurent Pelly, Centre dramatique national de Grenoble puis Grande halle de la Villette
- 1999 : La Seconde Madame Tanqueray d'après Arthur Wing Pinero, mise en scène Sandrine Anglade, musée d'Orsay
- 2000-2001 : C'est pas la vie !, mise en scène Laurent Pelly, CDN de Grenoble
- 2002-2003 : J'en ai marre de l'amour !, mise en scène Laurent Pelly, L'Européen et tournée
- 2004 : Le Pari d'Aziz et Mamadou, mise en scène Alain Marcel, Opéra Bastille
- 2005 : Secret Défense, mise en scène Jean-Marie Lecoq, Espace Daniel-Sorano
- 2006 : Signé Vénus de Kurt Weill, mise en scène Jean Lacornerie, théâtre de la Renaissance
- 2007 : Souingue-souingue !, mise en scène Laurent Pelly, TOP et tournée
- 2008 : Menteuse !, mise en scène Laurent Pelly, Théâtre national de Toulouse
- 2009 : Lady in the Dark de Kurt Weill, mise en scène Jean Lacornerie , théâtre de la Renaissance
- 2010 : Non, je ne danse pas ! de Patrick Laviosa, Thierry Boulanger et Lydie Agaesse, mise en scène Jean-Luc Revol, La Pépinière-Théâtre
- 2011 : L'Opéra de quat'sous, mise en scène Laurent Pelly, Comédie-Française
- 2012 : Sous mes draps !, mise en scène Jean-Luc Revol, théâtre Jean-Vilar (Suresnes)
- 2013 : Anna, d'après Pierre Koralnik et Serge Gainsbourg, mise en scène Emmanuel Daumas, théâtre du Rond-Point
- 2024 : Zazie dans le métro, comédie musicale, texte de Raymond Queneau, chansons écrites par Zabou Breitman et composées par Reinhardt Wagner, mise en scène de Zabou Breitman[2]

## Filmographie

### Cinéma
- 1989 : Hiver 54, l'abbé Pierre de Denis Amar
- 1990 : Les 1001 nuits de Philippe de Broca : la fille du grand Vizir
- 1990 : Une femme parfaite (Sweet Revenge) de Charlotte Brändström
- 1994 : Des feux mal éteints de Serge Moati: Juliette Gréco
- 1998 : Riches, belles, etc. de Bunny Godillot
- 2004 : Au secours, j'ai 30 ans ! de Marie-Anne Chazel : Salomé
- 2009 : Comment j'ai accepté ma place parmi les mortels, court-métrage de Mikael Buch : Maman

### Télévision
- 1990 : Le Soulier magique (en) (If the Shoe Fits) de Tom Clegg : Taffy
- 1990 : Les Mouettes de Jean Chapot : Luce
- 1992 : 2 bis, rue de la Combine de Igaal Niddam : Véronique
- 1997 : Les Cordier, juge et flic, épisode L’Œil du cyclope : la secrétaire
- 1998 : La Famille Sapajou : Le Retour d'Élisabeth Rappeneau : Véronique
- 2003 : Maigret, épisode Signé Picpus : Berthe
- 2011 : Bas les cœurs de Robin Davis : Germaine